# Theodorus van Tabennisi
Theodorus van Tabennisi, ook Theodoros (Isna/Latopolis ca. 311-313 - 27 april 368) was een leerling van Pachomius, de stichter van de koinobitische woestijnkloosters in Egypte en Syrië. Hij groeide op in een christelijk gezin. In 328 trad hij in een Pachomiaans klooster in. 
Theodorus was korte tijd abt van Tabennisi, het oudste koinobitische klooster. Later riep de generaal-abt hem naar Pbou, vanwaar hij enige jaren namens de generaal-abt kloosters zou visiteren. Tussen 349 en 368 was hij coadjutor van de abt Horsiesios uit Chenoboskion. Het coadjutorschap verkreeg Theodorus nadat Horsiesios een kloosteropstand niet de baas bleek. Afscheidingen van de in elk geval 7000 en mogelijk 10.000 kloosterlingen omvattende Pachomiaanse kloosters dreigden in Tmusons, misschien ook nog elders. Theodorus kon met het beroep op het leerlingschap bij Pachomius de orde herstellen. In 363 bezocht de alexandrijnse bisschop Athanasius Boven-Egypte, waarbij Theodorus als woordvoerder van de kloosterlingen optrad. Theodorus handhaafde, net als zijn voorganger, strikte trouw aan de orthodoxie van Alexandrië. Tijdens het bezoek van Athanasius betoonde Theodorus namens het klooster uitdrukkelijke instemming met de Athanasiaanse kerkpolitiek. Athanasius sprak zijn steun uit voor Theodorus en bevestigde de benoeming van Theodorus tot coadjutor van Horsiensios. Omdat Horsiensios zich sinds de revolte in stilte had teruggetrokken, was deze alleen nog maar in naam de generaal-abt en had Theodoros de feitelijke leiding.
Van belang is Theodorus ook voor de vertaling die hij maakte van de 39ste paasbrief van Athanasius, waarin voor het eerst alle boeken worden genoemd die tegenwoordig als canoniek gelden. Theodorus betuigde zijn uitdrukkelijke instemming met het document. Bekend is dat Theodorus de brief persoonlijk in het klooster van Chenoboskion bezorgde.